# 峨崙廟
24°18′42″N 120°49′34″E / 24.311707°N 120.8261775°E
峨崙廟，是位於臺灣苗栗縣卓蘭鎮新厝里的三山國王廟，為該鎮的信仰中心。

## 沿革
道光年間，溪湖的客家人面臨與閩南人的衝突。詹川流便攜溪湖霖肇宮香火聖像去卓蘭開墾，於道光癸未年（1823年）集單冬、食水坑、竹圍、田中央、埔尾等弟子建立峨崙廟。1927年、1975年經兩次修建。其正殿曾獲苗栗縣政府民政局長古鎮清讚譽是臺灣第二代寺廟建築中之代表作。今廟址位在於卓蘭鎮中山路12號，屬於新厝里。
1995年8月，廟方召開代表大會，商討廟宇多年未予整修、嚴重漏水、缺少停車場等問題，決議計畫該年11月原址重建，興建包括廟堂、老人活動中心、以及地下停車場在內的三層樓建築物，所需經費約七千餘萬元，以鎮長張明豐擔任重建委員會主任委員。1996年11月7日，卓蘭鎮代羅東松在代會中，首先質問鎮長張明豐擔任峨崙廟改建委員，又表示舊廟建築彫工紋飾甚有保存價值、地方保存呼聲也很高，要求公所民政課應轉請峨崙廟管委會召開信徒大會，就應否拆除改建進民意調查。同月13日，廟方管理委員會主委林文慶回應前來關切的民政局長古鎮清時解釋，原先一樓的大殿將予以拆解，於三樓重組復原，以保存古蹟。
1997年12月1日，鎮代詹潤傑成立護廟後援會，呼籲鎮民參加連署反對。次年，主任委員胡明星在2月3日表示，由於地方贊成與反對重建寺廟的力量相當，決定暫停寺廟拆除重建。之後依然改建，記者認為雖美輪美奐，但了無古味。

## 祭祀

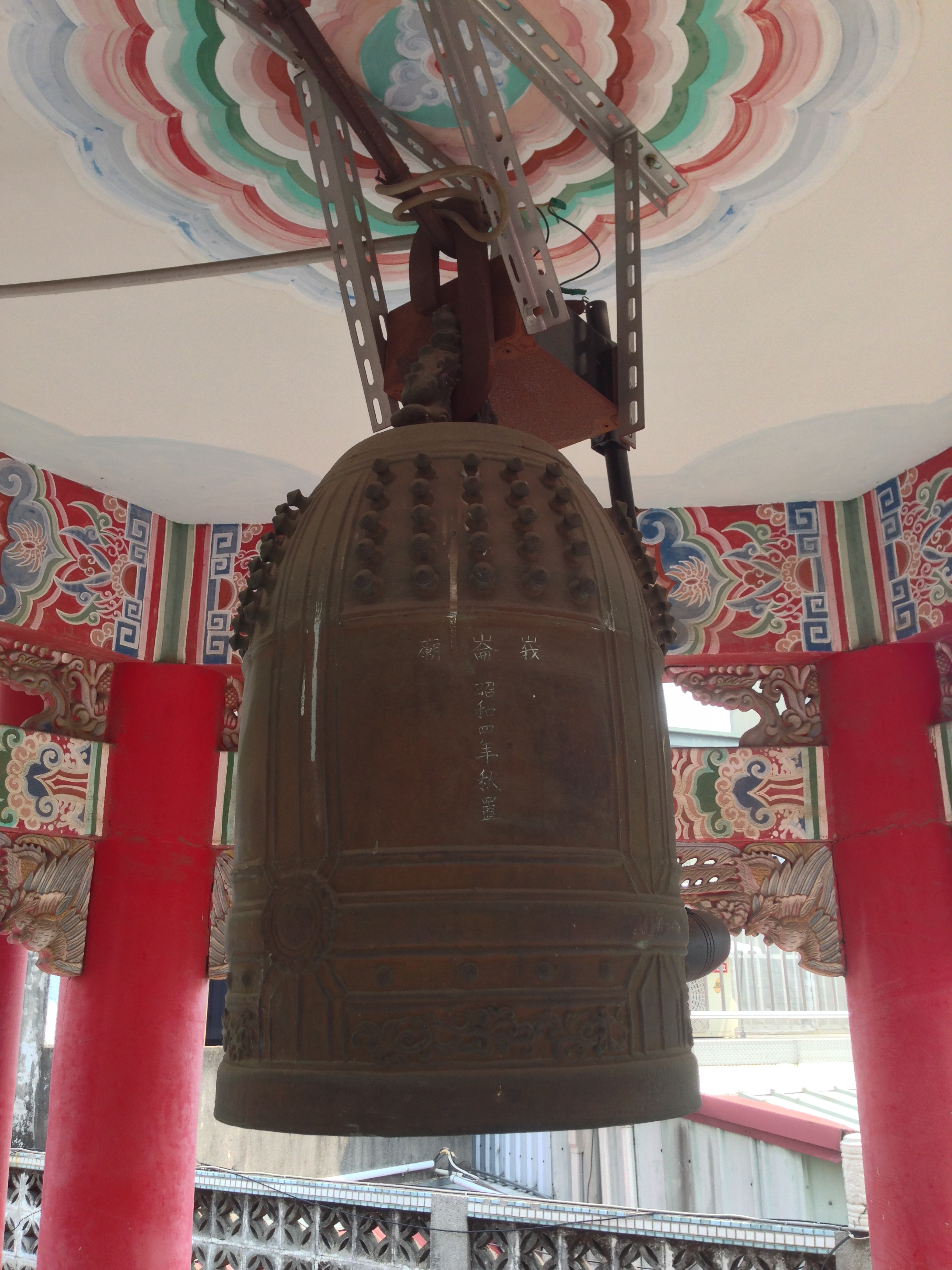
昭和四年（1929年）銅鐘

以奉祀三山國王為主神的此廟是卓蘭的信仰中心外，配祀神農大帝、文昌帝君、關聖帝君、太子爺、城隍爺。信徒主要在卓蘭鎮的新厝、內灣、上新、豐田、苗豐等里。
廟方在日治時期開始舉辦正月十六日的遶境。附屬於廟方的卓蘭仙先師會，香火來自東勢巧聖仙師祖廟，農曆正月初七先舉行簡單的魯班先師華誕。正月十一，廟方會請北港朝天宮、新竹城隍廟、彰化南瑤宮的神像前來，在元宵節當天舉行謝神祭奠，次日先往卓蘭觀光果園最多的內灣里遶境，再到苗豐、西坪等里的山區，最後回到市區。卓蘭仙先師會也會一同出轎遶境，其武轎出巡屬日本系統，眾人穿短褲、綁頭巾，目的在於巡視各地建築是否完好、穩固，因民間信仰有巡過的房子住起來將更安穩。至正月二十一，廟方舉行送神回鑾。
年尾舉行收冬戲時，廟方會恭請卓蘭鎮各地的土地公神像擺於神桌看戲。原先的樟木大神桌是日治時期由兩位木工所製，已在1994年12月25日遭竊。　

## 廟鐘
廟中有一口鑄有「峨崙廟」字的銅鐘，據老一輩說法，往昔峨崙廟不敢敲此鐘，是懼在大安溪上游的原住民會出來獵人頭，也怕對面的吊神山會崩塌下來，甚至廟會酬神演戲，也不敢演歌仔戲一類的大戲，只敢演如布袋戲的小戲。傳說此廟的建立原因就是希望神明能防蕃。昔日開墾時就發生原漢衝突，而戰後為死難者建立軍民廟。
1941年，戰爭資源缺乏，日本政府徵收台灣各地民間銅鐵器具。日本人令當地人詹立火、詹德森、詹金樹及詹昭順將此鐘抬至二十多公里遠的大湖郡役所（今苗栗縣大湖鄉大湖警分局）。後來鐘就此失蹤多年。一日，老廟公張立春前往大湖探望友人，行經大湖警分局時，意外瞧見銅鐘在分局後院二層樓高鐵塔架上，作為火災示警之用。他返回卓蘭奔走相告，但地方人士和寺廟管理委員不知何故，未即刻辦理此事。後來張立春臨終之時，特別囑咐兒子張義芳，定要把廟鐘索回。

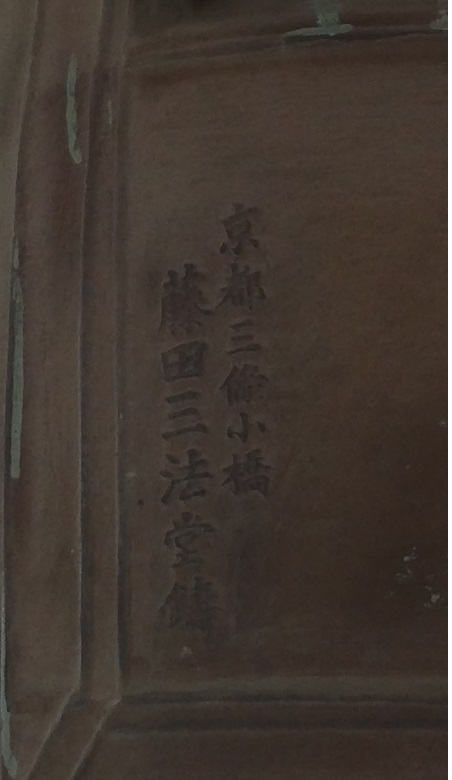
鐘為京都三條小橋藤田三法堂所製造。

8年後，1981年底，家住廟後的徐永富從廟祝張義芳得知此事，便與卓蘭鎮代會副主席徐永治到大湖警局交涉，說服警方說鐘上的廟名為卓蘭獨有，不可能是其他同名廟宇。警方因此要由廟委員會提出申請函，經警局批准，約定日期前來運回。卓蘭人擔心大湖人抗議，或其他突發事情，便於約定日期的前天由徐文治、徐永福及劉金標三人代表，開車直驅大湖，早一日運走古鐘，當天已有十來位大湖人前來關切，之後總算順利返回鄉里。在翌日舉行平安大拜拜時敲響，還有彰化來的信徒為一睹盛典已於前夜先趕到。
1999年12月31日晚，苗栗縣政府在苗栗市新東大橋舉辦千禧年跨年活動，就由縣長傅學鵬敲響該鐘作為千禧鐘。

## 外部連結
- 峨崙廟的Facebook專頁